# Zatrephus lumawigi
Zatrephus lumawigi är en skalbaggsart som beskrevs av Hüdepohl 1990. Zatrephus lumawigi ingår i släktet Zatrephus och familjen långhorningar.
Artens utbredningsområde är Filippinerna. Inga underarter finns listade i Catalogue of Life.